# اشلی کین (بازیکن فوتبال)
اشلی کین (انگلیسی: Ashley Cain؛ زادهٔ ۲۷ سپتامبر ۱۹۹۰) بازیکن فوتبال اهل بریتانیا است.
از باشگاه‌هایی که در آن بازی کرده‌است می‌توان به باشگاه فوتبال منزفیلد تاون، باشگاه فوتبال لوتون تاون، باشگاه فوتبال آکسفورد یونایتد، باشگاه فوتبال کاونتری سیتی، باشگاه فوتبال تلفورد یونایتد، باشگاه فوتبال تاموورث، و باشگاه فوتبال بارول اشاره کرد.